# 1719
Il 1719 (MDCCXIX in numeri romani) è un anno  del XVIII secolo.

## Eventi
- Le città di Trieste e Fiume ottengono lo status di "porto franco" da parte dell'Imperatore Carlo VI d'Asburgo.
- Parigi – 14.000 morti per un'epidemia di vaiolo.
- La Prussia effettua il primo censimento sistematico in Europa.
- 9 gennaio – La Francia dichiara guerra alla Spagna (Guerra della Quadruplice Alleanza).
- 23 gennaio – Fondazione del Principato del Liechtenstein all'interno del Sacro Romano Impero
- 25 aprile – Viene pubblicato il romanzo Robinson Crusoe di Daniel Defoe.
- 10 giugno – Battaglia di Glen Shiel: Durante il periodo dell'insurrezione giacobita del 1719, le truppe formate da spagnoli e ribelli giacobiti furono fermate e sconfitte in Scozia dalle truppe inglesi del re di Gran Bretagna Giorgio I Hannover. Fu l'ultima volta che truppe non inglesi combatterono sul suolo inglese.
- 20 giugno – Battaglia di Francavilla: Nell'ambito della Guerra della Quadruplice Alleanza, l'esercito spagnolo stanziato in Sicilia sconfigge quello austriaco.

## Nati

### Gennaio
- 3 gennaio - Friedrich Karl Josef von Erthal, arcivescovo cattolico tedesco († 1802)
- 3 gennaio - Basil Feilding, VI conte di Denbigh, nobile inglese († 1800)
- 6 gennaio - Ignazio Marabitti, scultore italiano († 1797)
- 14 gennaio - Daniel Nettelbladt, giurista tedesco († 1791)
- 17 gennaio - Raimondo Cunich, umanista, grecista e latinista italiano († 1794)
- 22 gennaio - Antonio Marinetti, pittore italiano († 1796)
- 23 gennaio - John Landen, matematico inglese († 1790)
- 25 gennaio - Sofia Dorotea di Prussia, principessa prussiana († 1765)

### Febbraio
- 10 febbraio - Clemente Sibiliato, presbitero, poeta e latinista italiano († 1795)
- 13 febbraio - George Brydges Rodney, I barone Rodney, ammiraglio britannico († 1792)
- 15 febbraio - Wilhelm Sebastian von Belling, generale prussiano († 1779)
- 15 febbraio - Jean Jacques Flipart, incisore francese († 1782)
- 18 febbraio - Ferdinand Christoph Oetinger, medico tedesco († 1772)
- 27 febbraio - Alejandro González Velázquez, architetto e pittore spagnolo († 1772)

### Marzo
- 4 marzo - George Pigot, I barone Pigot, imprenditore e politico britannico († 1777)
- 4 marzo - Giambattista Roberti, scrittore e poeta italiano († 1786)
- 10 marzo - Thomas Gage, generale britannico († 1787)
- 10 marzo - Pierre-Paul Lemercier de La Rivière de Saint-Médard, economista francese († 1801)
- 16 marzo - Giorgio Ludovico di Holstein-Gottorp, militare russo († 1763)
- 23 marzo - Stefano Maria Clemente, scultore italiano († 1794)
- 29 marzo - John Hawkins, musicista, saggista e musicologo inglese († 1789)

### Aprile
- 2 aprile - Vincenzo Legrenzio Ciampi, compositore italiano († 1762)
- 2 aprile - Johann Wilhelm Ludwig Gleim, poeta tedesco († 1803)
- 2 aprile - Franz Anton Hillebrandt, architetto austriaco († 1797)
- 5 aprile - Ottavio Bertotti Scamozzi, architetto italiano († 1790)
- 5 aprile - Axel von Fersen il Vecchio, politico e generale svedese († 1794)
- 11 aprile - Jakob Friedrich Heusinger, filologo classico tedesco († 1778)
- 13 aprile - Hermann Becker, giurista tedesco († 1797)
- 14 aprile - Giuseppe Valeriano Vannetti, scrittore e letterato italiano († 1764)
- 17 aprile - Pierre-Thomas-Nicolas Hurtaut, scrittore e storico francese († 1791)
- 22 aprile - Filippo Ferrero della Marmora, politico e militare italiano († 1789)
- 24 aprile - Giuseppe Baretti, critico letterario, traduttore e poeta italiano († 1789)

### Maggio
- 9 maggio - Giovanni Battista Noghera, gesuita, scrittore e retore italiano († 1784)
- 19 maggio - Carlotta di Monaco, principessa e religiosa monegasca († 1790)
- 24 maggio - Ignazio Paternò Castello, archeologo e mecenate italiano († 1786)
- 29 maggio - Lorenzo De Caro, pittore italiano († 1777)

### Giugno
- 2 giugno - Louis-Paul Abeille, economista francese († 1807)
- 2 giugno - Michel-Jean Sedaine, drammaturgo francese († 1797)
- 5 giugno - Domenico Orsini d'Aragona, cardinale e principe italiano († 1789)
- 10 giugno - Michael Gottlieb Agnethler, botanico e numismatico tedesco († 1752)
- 28 giugno - Étienne François de Choiseul, generale, diplomatico e politico francese († 1785)

### Luglio
- 7 luglio - Michele Imperiali, nobile italiano († 1782)
- 11 luglio - Giuseppe Toaldo, astronomo, meteorologo e abate italiano († 1797)
- 12 luglio - François-Charles de Velbruck, vescovo cattolico e nobile tedesco († 1784)
- 22 luglio - Giovanni Morosini, vescovo cattolico italiano († 1789)

### Agosto
- 17 agosto - Johann Elias Schlegel, scrittore e drammaturgo tedesco († 1749)
- 20 agosto - François-Gaston de Lévis, generale francese († 1787)
- 20 agosto - Christian Mayer, astronomo e gesuita ceco († 1783)
- 23 agosto - Pierre Poivre, missionario e botanico francese († 1786)
- 25 agosto - Louis-Alexandre de Cessart, ingegnere francese († 1806)
- 25 agosto - Charles-Amédée-Philippe van Loo, pittore francese († 1795)
- 26 agosto - Carlo Sebastiano Berardi, presbitero e avvocato italiano († 1768)

### Settembre
- 9 settembre - Antonio Cavaleri, vescovo cattolico italiano († 1792)
- 11 settembre - Tanuma Okitsugu, funzionario giapponese († 1788)
- 17 settembre - James Smith, avvocato e politico statunitense († 1806)
- 22 settembre - Carlo Alberto I di Hohenlohe-Waldenburg-Schillingsfürst, principe tedesco († 1793)
- 27 settembre - Barbara Campanini, ballerina italiana († 1799)
- 27 settembre - Abraham Gotthelf Kästner, matematico tedesco († 1800)

### Ottobre
- 3 ottobre - Francesco Tirelli, abate italiano († 1792)
- 7 ottobre - Jacques Cazotte, scrittore francese († 1792)
- 10 ottobre - Francis Greville, I conte di Warwick, nobile, militare e politico inglese († 1773)
- 13 ottobre - Maurizio Pedetti, architetto italiano († 1799)
- 20 ottobre - Gottfried Achenwall, giurista, storico e filosofo tedesco († 1772)
- 30 ottobre - Lazzaro Opizio Pallavicini, cardinale e arcivescovo cattolico italiano († 1785)

### Novembre
- 9 novembre - Domenico Lorenzo Ponziani, giurista, scacchista e presbitero italiano († 1796)
- 14 novembre - Leopold Mozart, compositore e musicista tedesco († 1787)
- 18 novembre - Egid Valentin Felix von Borié, diplomatico e politico tedesco († 1793)
- 23 novembre - Johann Gottlob Immanuel Breitkopf, tipografo e editore musicale tedesco († 1794)
- 30 novembre - Augusta di Sassonia-Gotha-Altenburg, principessa tedesca († 1772)

### Dicembre
- 8 dicembre - Andrés Marcos Burriel y López, gesuita, storico e scrittore spagnolo († 1762)
- 15 dicembre - Luigi IX d'Assia-Darmstadt († 1790)
- 18 dicembre - William Stanhope, II conte di Harrington, nobile, politico e generale inglese († 1779)
- 20 dicembre - George Campbell, filosofo e teologo britannico († 1796)
- 26 dicembre - Salvatore Maria Di Blasi, archivista e bibliotecario italiano († 1814)
- 27 dicembre - Giovanni Fortunato Bianchini, medico italiano († 1779)

### Senza giorno specificato
- Charlotta Sparre, nobildonna svedese († 1795)
- Dard, scrittore e poeta indiano († 1785)
- Damat Melek Mehmed Pascià, politico e militare ottomano († 1802)
- Cornelia Barbaro Gritti, nobildonna e poetessa italiana († 1808)
- Jacques-Melchior Saint-Laurent, Conte di Barras, ammiraglio francese
- Pasquale Bocciardo, scultore italiano
- William Bradford, editore e militare statunitense († 1791)
- John Lodge Cowley, cartografo, geografo e matematico britannico († 1797)
- Antonio I, vescovo ortodosso georgiano († 1788)
- Louise Françoise Tardieu, incisore e grafica francese († 1762)
- Pierre-François Hugues d'Hancarville, scrittore, storico dell'arte e avventuriero francese († 1805)
- Mamuka d'Imerezia, re († 1769)
- Thomas Jefferys, geografo, cartografo e incisore britannico († 1771)
- Andreas Krüger, architetto e pittore tedesco († 1759)
- Thomas Lowe, tenore e attore teatrale inglese († 1783)
- Filippo Piccaluga, organaro italiano († 1779)
- Isabella Pio di Savoia, nobildonna spagnola († 1799)
- Dmitrij Vasil'evič Uchtomskij, architetto russo († 1774)
- Caterina Vizzani,  italiana († 1743)
- Ivan Illarionovič Voroncov, nobile e politico russo († 1786)
- Elizabeth Wyndham, nobildonna inglese († 1769)

## Morti

### Gennaio
- 5 gennaio - Carlo Berlingeri, arcivescovo cattolico italiano (n. 1643)
- 12 gennaio - John Flamsteed, astronomo inglese (n. 1646)
- 17 gennaio - Sofia Amalia Moth (n. 1654)
- 18 gennaio - Samuel Garth, medico e poeta inglese (n. 1661)
- 22 gennaio - William Paterson, mercante e banchiere scozzese (n. 1658)
- 27 gennaio - Ferdinando d'Adda, cardinale italiano (n. 1650)

### Febbraio
- 6 febbraio - Köprülü Numan Pascià, politico e militare ottomano (n. 1670)
- 12 febbraio - Adam Ludwig Lewenhaupt, generale svedese (n. 1659)
- 14 febbraio - Francesco Maria Casini, cardinale italiano (n. 1648)
- 17 febbraio - Richard Worley, pirata inglese (n. 1686)
- 23 febbraio - Giovanni Mavrocordatos, politico ottomano (n. 1684)
- 25 febbraio - Niccolò Acciaiuoli, cardinale italiano (n. 1630)
- 27 febbraio - Giovanni Ernesto di Nassau-Weilburg, principe tedesco (n. 1664)
- 28 febbraio - Boris Petrovič Šeremetev, generale russo (n. 1652)

### Marzo
- 3 marzo - Jacques-Louis de Valon, militare e poeta francese (n. 1659)
- 7 marzo - Heinrich Bernhard Rupp, botanico tedesco (n. 1688)
- 8 marzo - Franz Ehrenreich von Trauttmannsdorff, diplomatico e nobile austriaco (n. 1662)
- 10 marzo - Jean-Baptiste Alexandre Le Blond, architetto francese (n. 1679)
- 13 marzo - Johann Friedrich Böttger, chimico, inventore e alchimista tedesco (n. 1682)
- 14 marzo - Mary Hamilton,  inglese
- 19 marzo - Giambattista Spinola, cardinale italiano (n. 1646)
- 25 marzo - Pietro Paolo Laurenti, compositore e cantante italiano (n. 1675)

### Aprile
- 1º aprile - Lazzaro Agostino Cotta, avvocato, storiografo e poeta italiano (n. 1645)
- 3 aprile - Maria Ernestina di Schwarzenberg, nobile boema (n. 1649)
- 7 aprile - Giovanni Battista de La Salle, presbitero e pedagogista francese (n. 1651)
- 14 aprile - Aurelia d'Este, nobile (n. 1682)
- 15 aprile - Madame de Maintenon, nobile francese (n. 1635)
- 19 aprile - Farrukh Siyar, sovrano (n. 1685)
- 22 aprile - Claude-Maur d'Aubigné, arcivescovo cattolico e politico francese (n. 1658)
- 30 aprile - Lorenzo Minei, compositore italiano (n. 1651)

### Maggio
- 3 maggio - Pierre Legros, scultore francese (n. 1666)
- 4 maggio - Sebastiano Bombelli, pittore italiano (n. 1635)
- 4 maggio - Vincenzo Rugeri, liutaio italiano (n. 1663)
- 29 maggio - Joseph de Jouvancy, latinista francese (n. 1643)

### Giugno
- 2 giugno - Charles Le Goux de la Berchère, arcivescovo cattolico francese (n. 1647)
- 6 giugno - Louis Ellies Dupin, storico francese (n. 1657)
- 6 giugno - Leonhard Christoph Sturm, architetto tedesco (n. 1669)
- 16 giugno - Federico Guglielmo I di Schleswig-Holstein-Sonderburg-Beck, nobile e militare tedesco (n. 1682)
- 17 giugno - Joseph Addison, politico, scrittore e drammaturgo britannico (n. 1672)

### Luglio
- 2 luglio - Federico Pappacoda, presbitero, letterato e poeta italiano (n. 1654)
- 16 luglio - Meinhard von Schomberg, generale britannico (n. 1641)
- 21 luglio - Niccolò Amenta, letterato e drammaturgo italiano (n. 1659)
- 21 luglio - Maria Luisa Elisabetta di Borbone-Orléans, nobile francese (n. 1695)
- 22 luglio - Giovan Gioseffo Dal Sole, pittore e incisore italiano (n. 1654)
- 25 luglio - Johann Wenzel von Gallas, militare e diplomatico austriaco (n. 1669)
- 30 luglio - Giambattista Felice Zappi, poeta italiano (n. 1667)
- 31 luglio - Thormodus Torfæus, storico islandese (n. 1636)

### Agosto
- 2 agosto - Karol Stanisław Radziwiłł, nobile e politico polacco (n. 1669)
- 3 agosto - Johann Philipp von Greiffenclau zu Vollraths, vescovo cattolico tedesco (n. 1652)
- 8 agosto - Christoph Ludwig Agricola, pittore e incisore tedesco (n. 1667)
- 18 agosto - Heinrich von Cocceji, giurista tedesco (n. 1644)

### Settembre
- 6 settembre - Carlo Cignani, pittore italiano (n. 1628)
- 7 settembre - John Harris, scrittore e matematico inglese (n. 1666)
- 12 settembre - Johann Joachim Schöpffer, giurista tedesco (n. 1661)
- 13 settembre - Antonio Bertola, architetto e ingegnere italiano (n. 1647)
- 19 settembre - Jan Weenix, pittore e disegnatore olandese (n. 1642)
- 21 settembre - Johann Heinrich Acker, storico tedesco (n. 1647)
- 22 settembre - Giovan Battista Papi, fantino italiano (n. 1687)
- 22 settembre - Maddalena Sibilla di Holstein-Gottorp, nobile tedesca (n. 1631)

### Ottobre
- 1º ottobre - Margaret Hughes, attrice teatrale inglese (n. 1630)
- 7 ottobre - Paul Lorrain, scrittore e religioso britannico
- 7 ottobre - Pierre Rémond de Montmort, matematico francese (n. 1678)
- 9 ottobre - Charles Louis Bretagne de La Trémoille, nobile francese (n. 1683)
- 14 ottobre - Arnold Houbraken, pittore e scrittore olandese (n. 1660)

### Novembre
- 8 novembre - Michel Rolle, matematico francese (n. 1652)
- 9 novembre - Charles-Claude Genest, scrittore e drammaturgo francese (n. 1639)
- 11 novembre - Simone Durello, incisore italiano (n. 1641)
- 18 novembre - Petrus von Mascow, giurista tedesco (n. 1634)
- 30 novembre - Arcangelo Tropea, religioso italiano
- 30 novembre - Yamamoto Tsunetomo, militare e filosofo giapponese (n. 1659)

### Dicembre
- 2 dicembre - Pasquier Quesnel, teologo e religioso francese (n. 1634)
- 3 dicembre - Adriaen Frans Boudewijns, pittore, incisore e disegnatore fiammingo (n. 1644)
- 6 dicembre - Gabriel Kessler, pittore austriaco (n. 1645)
- 7 dicembre - Ansaldo Ansaldi, giurista e letterato italiano (n. 1651)
- 8 dicembre - Ulrik Christian Gyldenløve, generale danese (n. 1678)
- 25 dicembre - Benedetto Vinaccesi, compositore e organista italiano

### Senza giorno specificato
- Keaweʻīkekahialiʻiokamoku, re (n. 1683)
- Federico Bianchi, pittore italiano (n. 1635)
- Adriaen Boudewijns, pittore fiammingo (n. 1677)
- Pieter Bout, pittore, disegnatore e incisore fiammingo
- Domenico Carretti, pittore italiano (n. 1650)
- Nicolas Gribelin, orologiaio francese (n. 1637)
- Georg Marcell Haack, pittore tedesco (n. 1652)
- Benjamin Hornigold, pirata inglese
- Antonio Madiona, pittore italiano (n. 1640)
- Amanzio Moroncelli, abate e cartografo italiano (n. 1652)
- Tommaso Olivieri, vescovo cattolico e teologo italiano (n. 1660)
- André Raison, compositore e organista francese
- Hendrik II Reydams, artigiano fiammingo (n. 1650)
- Arp Schnitger, organaro tedesco (n. 1648)
- Giuseppe Serpotta, scultore e stuccatore italiano (n. 1653)
- Giuseppe Maria Solaro della Margherita, generale e scrittore italiano (n. 1644)
- William Talman, architetto britannico (n. 1650)
- Jacob Toorenvliet, pittore olandese
- Francesco Antonio Urio, francescano e compositore italiano
- Pieter Van Bredael, pittore fiammingo (n. 1629)

## Calendario
| Calendario 1719 | Calendario 1719 | Calendario 1719 | Calendario 1719 | Calendario 1719 | Calendario 1719 | Calendario 1719 | Calendario 1719 | Calendario 1719 | Calendario 1719 | Calendario 1719 | Calendario 1719 | Calendario 1719 | Calendario 1719 | Calendario 1719 | Calendario 1719 | Calendario 1719 | Calendario 1719 | Calendario 1719 | Calendario 1719 | Calendario 1719 | Calendario 1719 | Calendario 1719 | Calendario 1719 | Calendario 1719 | Calendario 1719 | Calendario 1719 | Calendario 1719 | Calendario 1719 | Calendario 1719 | Calendario 1719 | Calendario 1719 | Calendario 1719 |
| --------------- | --------------- | --------------- | --------------- | --------------- | --------------- | --------------- | --------------- | --------------- | --------------- | --------------- | --------------- | --------------- | --------------- | --------------- | --------------- | --------------- | --------------- | --------------- | --------------- | --------------- | --------------- | --------------- | --------------- | --------------- | --------------- | --------------- | --------------- | --------------- | --------------- | --------------- | --------------- | --------------- |
|                 | 1               | 2               | 3               | 4               | 5               | 6               | 7               | 8               | 9               | 10              | 11              | 12              | 13              | 14              | 15              | 16              | 17              | 18              | 19              | 20              | 21              | 22              | 23              | 24              | 25              | 26              | 27              | 28              | 29              | 30              | 31              |                 |
| Gennaio         | Do              | Lu              | Ma              | Me              | Gi              | Ve              | Sa              | Do              | Lu              | Ma              | Me              | Gi              | Ve              | Sa              | Do              | Lu              | Ma              | Me              | Gi              | Ve              | Sa              | Do              | Lu              | Ma              | Me              | Gi              | Ve              | Sa              | Do              | Lu              | Ma              |                 |
| Febbraio        | Me              | Gi              | Ve              | Sa              | Do              | Lu              | Ma              | Me              | Gi              | Ve              | Sa              | Do              | Lu              | Ma              | Me              | Gi              | Ve              | Sa              | Do              | Lu              | Ma              | Me              | Gi              | Ve              | Sa              | Do              | Lu              | Ma              |                 |                 |                 |                 |
| Marzo           | Me              | Gi              | Ve              | Sa              | Do              | Lu              | Ma              | Me              | Gi              | Ve              | Sa              | Do              | Lu              | Ma              | Me              | Gi              | Ve              | Sa              | Do              | Lu              | Ma              | Me              | Gi              | Ve              | Sa              | Do              | Lu              | Ma              | Me              | Gi              | Ve              |                 |
| Aprile          | Sa              | Do              | Lu              | Ma              | Me              | Gi              | Ve              | Sa              | Do              | Lu              | Ma              | Me              | Gi              | Ve              | Sa              | Do              | Lu              | Ma              | Me              | Gi              | Ve              | Sa              | Do              | Lu              | Ma              | Me              | Gi              | Ve              | Sa              | Do              |                 |                 |
| Maggio          | Lu              | Ma              | Me              | Gi              | Ve              | Sa              | Do              | Lu              | Ma              | Me              | Gi              | Ve              | Sa              | Do              | Lu              | Ma              | Me              | Gi              | Ve              | Sa              | Do              | Lu              | Ma              | Me              | Gi              | Ve              | Sa              | Do              | Lu              | Ma              | Me              |                 |
| Giugno          | Gi              | Ve              | Sa              | Do              | Lu              | Ma              | Me              | Gi              | Ve              | Sa              | Do              | Lu              | Ma              | Me              | Gi              | Ve              | Sa              | Do              | Lu              | Ma              | Me              | Gi              | Ve              | Sa              | Do              | Lu              | Ma              | Me              | Gi              | Ve              |                 |                 |
| Luglio          | Sa              | Do              | Lu              | Ma              | Me              | Gi              | Ve              | Sa              | Do              | Lu              | Ma              | Me              | Gi              | Ve              | Sa              | Do              | Lu              | Ma              | Me              | Gi              | Ve              | Sa              | Do              | Lu              | Ma              | Me              | Gi              | Ve              | Sa              | Do              | Lu              |                 |
| Agosto          | Ma              | Me              | Gi              | Ve              | Sa              | Do              | Lu              | Ma              | Me              | Gi              | Ve              | Sa              | Do              | Lu              | Ma              | Me              | Gi              | Ve              | Sa              | Do              | Lu              | Ma              | Me              | Gi              | Ve              | Sa              | Do              | Lu              | Ma              | Me              | Gi              |                 |
| Settembre       | Ve              | Sa              | Do              | Lu              | Ma              | Me              | Gi              | Ve              | Sa              | Do              | Lu              | Ma              | Me              | Gi              | Ve              | Sa              | Do              | Lu              | Ma              | Me              | Gi              | Ve              | Sa              | Do              | Lu              | Ma              | Me              | Gi              | Ve              | Sa              |                 |                 |
| Ottobre         | Do              | Lu              | Ma              | Me              | Gi              | Ve              | Sa              | Do              | Lu              | Ma              | Me              | Gi              | Ve              | Sa              | Do              | Lu              | Ma              | Me              | Gi              | Ve              | Sa              | Do              | Lu              | Ma              | Me              | Gi              | Ve              | Sa              | Do              | Lu              | Ma              |                 |
| Novembre        | Me              | Gi              | Ve              | Sa              | Do              | Lu              | Ma              | Me              | Gi              | Ve              | Sa              | Do              | Lu              | Ma              | Me              | Gi              | Ve              | Sa              | Do              | Lu              | Ma              | Me              | Gi              | Ve              | Sa              | Do              | Lu              | Ma              | Me              | Gi              |                 |                 |
| Dicembre        | Ve              | Sa              | Do              | Lu              | Ma              | Me              | Gi              | Ve              | Sa              | Do              | Lu              | Ma              | Me              | Gi              | Ve              | Sa              | Do              | Lu              | Ma              | Me              | Gi              | Ve              | Sa              | Do              | Lu              | Ma              | Me              | Gi              | Ve              | Sa              | Do              |                 |